# Tomasz Bugaj
Tomasz Bugaj (* 11. Februar oder 11. Dezember 1950 in Kłomnice) ist ein polnischer Dirigent und Musikpädagoge.
Bugaj besuchte bis 1969 die Klavierklasse von Wacława Sakowicz an der Staatlichen Musikschule in Częstochowa, studierte von 1969 bis 1974 Dirigieren bei Stanisław Wisłocki an der Musikakademie Warschau und Musikwissenschaft an der Universität Warschau. Nach dem Studium wirkte er an der Warschauer Kammeroper, zunächst als stellvertretender Dirigent von Kazimierz Kord, Jerzy Maksymiuk und Jürgen Jürgens, dann als Dirigent und schließlich als künstlerischer Leiter: Mit der Oper unternahm er zahlreiche Tourneen durch Europa und die Vereinigten Staaten.
1978 gewann er den ersten Preis beim Internationalen Dirigentenwettbewerb in Bristol und trat in den nächsten Jahren mit dem Bournemouth Symphony Orchestra und der Bournemouth Sinfonietta auf. In Polen war er von 1980 bis 1984 künstlerischer Leiter der Pommerschen Philharmonie in Bydgoszcz, von 1987 bis 1990 der Filharmonia Łódzka und von 1998 bis 2005 der Krakauer Philharmonie. Von 2006 bis 2008 wirkte er als Musikdirektor am Warschauer Teatr Wielki. Als Gastdirigent arbeitete er mit der Nationalphilharmonie Warschau, dem Polnischen Rundfunksinfonieorchester, der Sinfonia Varsovia und dem Polnischen Kammerorchester sowie an den Opernhäusern in Łódź, Posen und Danzig.
Er dirigierte viele namhafte Orchester in Europa, den USA und Südamerika (darunter das Orquesta Nacional de España, das National Chamber Orchestra, das Orquesta Sinfónica de Chile und mehrfach das Orchester des Mozarteums in Salzburg), trat in großen Konzerthäusern und Theatern wie dem Berliner Schauspielhaus, der Grieghallen in Bergen, der Alten Oper in Frankfurt, dem Herkulessaal in München, der Liederhalle in Stuttgart, der Royal Festival Hall in London, dem Teatro La Fenice in Venedig, dem Großen Festspielhaus in Salzburg und dem Großen Saal des Moskauer Konservatoriums auf und war Gast bei internationalen Festivals wie dem Festival de Asturias, dem Bath International Festival of Music and Arts, den Berliner Festspielen, den Festspillene i Bergen, dem Carinthischen Sommer, dem Cheltenham International Festival of Music und dem Istanbul International Festival.
Von 1997 bis 2005 unterrichtete er Dirigieren an der Musikakademie Krakau, seit 2003 ist er Professor für Dirigieren an der Fryderyk-Chopin-Universität für Musik in Warschau.